# Национальные проекты России 2024—2030
Национальные проекты России (сокр. нацпроекты 2024—2030) — национальные проекты федерального масштаба, разрабатываемые в России в 2024 году и приходящие на смену национальным проектам 2019—2024.
Разработка новых национальных проектов была начата указом президента России Владимиром Путиным «О национальных целях развития Российской Федерации на период до 2030 года и на перспективу до 2036 года» от 7 мая 2024 года и должна завершиться до 1 сентября.
На июль 2024 года в разработке находится 19 нацпроектов.

## История
21 декабря 2023 года Владимир Путин на заседании совета по стратегическому планированию заявил о необходимости своевременно подготовить и запустить обновленные национальные проекты.
27 декабря 2023 года Премьер-министр РФ Михаил Мишустин дал указание Правительству актуализировать существующие нацпроекты с целью их выполнения в период с 2025 по 2030 год.
29 февраля 2024 года Владимир Путин в своем послании Федеральному собранию объявил о подготовке пяти новых национальных проектов: «Семья», «Молодежь России», «Кадры», «Продолжительная и активная жизнь» и «Экономика данных».
4 марта 2024 года вице-премьер РФ Татьяна Голикова заявила, что четыре из пяти новых национальных проектов будут запущены с 1 января 2025 года, уточнив, что нацпроект «Продолжительная и активная жизнь» станет правопреемником «Здравоохранения», а «Семья» — расширенным продолжением «Демографии».
24 апреля 2024 года подготовлен предварительный список из 19 национальных проектов на период до 2030 года по четырем направлениям, среди которых «технологический суверенитет», «инфраструктура», «социальная поддержка» и «экономическое развитие».
7 мая 2024 года Владимир Путин подписал указ «О национальных целях развития Российской Федерации на период до 2030 года и на перспективу до 2036 года».
29 мая 2024 года премьер-министр РФ сообщил, что новые национальные проекты будут курировать восемь профильных вице-премьеров, среди которых Татьяна Голикова, Дмитрий Чернышенко, Марат Хуснуллин, Виталий Савельев, Александр Новак, Дмитрий Патрушев, Денис Мантуров и Дмитрий Григоренко.
2 июня 2024 года Михаил Мишустин заявил, что санкции не повлияют на выполнение новых нацпроектов.
К середине августа 2024 года правительство подготовило главный национальный проект по развитию экономики России — «Эффективная и конкурентная экономика». Он включил в себя восемь направлений: малый и средний бизнес, финансовый рынок, конкуренция, производительность труда, инвестиционная активность, углеродная повестка, а также два венчурных блока – «Технологии» и «Национальная технологическая инициатива» (НТИ). По информации «Ведомостей» на реализацию нацпроекта потребуется 2,7 трлн рублей. 
На национальный проект «Новые технологии сбережения здоровья»  до 2030 года будет выделено из бюджета около 60 млрд рублей. Из внебюджетного источников для его финансирования планируется привлечь около 150 млрд рублей. По информации замминистра здравоохранения Татьяны Смирновой, в рамках данного нацпроекта будет реализовано пять федеральных проектов - по два под кураторством Минздрав и Минобрнауки и один — Минпромторга. Одна из основных целей национального проекта увеличение продолжительности жизни к 2030 году до 78 лет, к 2036 — до 81 года. 
В октябре 2024 года первый вице-премьер Денис Мантуров сообщил о том, что новый национальный проект по биоэкономике будет запущен в России в апреле 2025 года. В состав нацпроекта войдут пять федпроектов: биотехнологическое оборудование, кадры, научно-техническая поддержка развития биотехнологий, организация производств микробиологической продукции, создание инфраструктуры. Вместе с тем разработаны пять направлений, подразумевающих отдельные продуктовые группы: биотехнологии для утилизации и переработки отходов, биотехнологии в энергетике, биотехнологии для здоровья человека, биотехнологии для сельского хозяйства и производства продуктов питания, биотехнологии для производства компонентной базы. Утверждение национального проекта — 1 апреля 2025 года.

## Национальные проекты
На май 2024 года обсуждался список из девятнадцати национальных проектов под кураторством восьми профильных вице-премьеров.
- Вице-премьер по вопросам социальной политики Татьяна Голикова: «Продолжительная и активная жизнь», «Семья», «Современные технологии сбережения здоровья», «Кадры»
- Вице-премьер по вопросам цифровой экономики и инновациям, связи, СМИ, а также культуры, туризма и спорта Дмитрий Чернышенко: «Молодежь и дети», «Туризм и гостеприимство»
- Первый вице-премьер Денис Мантуров: «Средства производства и автоматизации», «Новые материалы и химия», «Транспортная мобильность», «Перспективные космические технологии» и «Экспорт».
- Вице-премьер Виталий Савельев: «Эффективная транспортная система», «Беспилотные авиационные системы»
- Вице-премьер Александр Новак: «Эффективная и конкурентная экономика», «Новые энергетические технологии»
- Вице-премьер Дмитрий Патрушев: «Экологическое благополучие», «Продовольственная безопасность»
- Вице-премьер Дмитрий Григоренко: «Экономика данных»
- Вице-премьер Марат Хуснуллин: «Инфраструктура для жизни»

### «Семья»
«Семья» развивает предыдущий проект «Демография» и направлен на повышение рождаемости в стране и снижение бедности. Во время объявления проекта Владимир Путин предложил продлить программу материнского капитала и льготную программу семейной ипотеки минимум до 2030 года. Для помощи регионам с наиболее острой проблемой с демографией будет направлено 75 млрд рублей.

### «Продолжительная и активная жизнь»
Новый национальный проект является преемником проекта «Здравоохранение» и направлен на формирование и реализацию комплексной программы по охране материнства, репродуктивного здоровья и увеличения продолжения жизни. Ключевые направления инициативы включают увеличение количества учреждений для оказания женских консультаций, обновление оборудования в перинатальных центрах, а также совершенствование инфраструктуры педиатрических клиник и стационаров. Для воплощения в жизнь данного национального проекта в период до 2030 года планируется выделить финансирование, превышающее 1 триллион рублей.
В рамках нацпроекта планируется увеличить ожидаемую продолжительность жизни c 73,4 лет в 2023 году до 78 лет к 2030 году и, далее, до 81 года в 2036. Особое внимание придаётся увеличению продолжительности здоровой жизни.

### «Экономика данных и цифровая трансформация государства»
Национальный проект направлен на формирование цифровых платформ во всех ключевых отраслях экономики и обеспечении суверенитета по технологиям искусственного интеллекта до 2030 года. На реализацию программы будет направлено не менее 700 млрд рублей.
Один из основных акцентов нацпроекта — создание соответствующей инфраструктуры для обработки, сбора и хранения данных
В рамках федерального проекта «Инфраструктура доступа к сети интернет», который разрабатывается в рамках нацпроекта  «Экономика данных» планируется создание российского аналога Starlink — низкоорбитальной спутниковой группировки «Бюро 1440» к 2027 году. В 2030 году она должна состоять из 292 спутников. Цель проекта — увеличение доли домохозяйств с широкополосным интернетом до 97% к 2030 году. Создание данной группировки будет стоить около 445 млрд рублей.
По информации министра цифрового развития Максута Шадаева с 2025 по 2027 год на нацпроект «Экономика данных» планируется выделить 457 млрд рублей. Из них на федпроект «Цифровое государственное управление» — 295 млрд; на проект «Инфраструктура доступа к интернету» — 72,7 млрд; на «Цифровые платформы в отраслях социальной сферы» — 54,66 млрд;  на «Искусственный интеллект» — 34,25 млрд рублей.  
В рамках нацпроекта, по информации вице-премьера РФ Дмитрия Чернышенко, к 2030 году объем внедрения искусственного интеллекта в различных отраслях вырастет в 8 раз, а уровень объема услуг  в сфере ИИ —  в пять раз.

### «Кадры»
Проект будет направлен на изменение инфраструктуры профессионального образования для последующей подготовки кадров в соответствии с потребностями рынка труда. В рамках проекта будет укреплена связь между различными уровнями образования, развернута система профориентации для школьников и проработана гибкость трудового законодательства для задействования трудовых ресурсов.
По поручению премьер-министра РФ Михаила Мишустина, в нацпроект включен показатель о повышении МРОТ к 2030 года в два раза по сравнению с суммой установленной в 2023 году — 16 242 рубля. Также было поручено скоординировать системы показателей c нацпроектом «Молодежь и дети».

### «Молодежь России»
Проект направлен на комплексное улучшение системы образования и поддержку педагогических кадров в России. Включает в себя изменение системы оплаты труда, в том числе добавление федеральных выплат, и выделение 400 млрд рублей из федерального бюджета на капитальный ремонт школ и детских садов.
По словам вице-премьера Татьяны Голиковой, «Молодежь России» — единственный новый национальный проект, который будет запущен до конца 2024 года.

### «Промышленное обеспечение транспортной мобильности»
Национальный проект, запуск которого запланирован на 2025 год. Его приоритеты — самолёто- и вертолетостроение, строительство судов различного назначения, производство ледоколов для Севморпути. Реализация нацпроекта предполагает три сценария. «Консервативный» — с затратами порядка 635 млрд рублей. Уровень финансирования предполагает строительство 299 судов, 235 самолетов и вертолетов, производство 618 000 электромобилей и установку 3000 электрозаправок. «Базовый» — с расходами 2,47 трлн рублей. В нем заложен выпуск 638 судов, 426 самолетов, 711 400 электромобилей, установка 28 электрозаправок и выпуск 43 электропоездов. «Необходимый» — с финансированием в 6,67 трлн рублей. В ходе его реализации должно быть построено: 721 судно, 1756 самолетов, выпущено 758 720 электрокаров и установка 34200 электрозаправок. 

### «Новые атомные и энергетические технологии»
Основная задача нацпроекта закрепление за Российской Федерацией лидирующих позиций в атомной сфере и обеспечение технологического суверенитета страны. Планируется к запуску в 2025 году[1]. По информации премьер-министра страны Михаила Мишустина в состав нацпроекта будет включено 10 федпроектов, реализация которых позволит войти России в десятку стран по объему научных исследований и конструкторских работ. Финансовые вложения в национальный проект оцениваются в 2,14 трлн рублей. Из них из бюджета — 730 млрд.. 

### «Инфраструктура для жизни»
Среди задач нацпроекта: обновление жилого фонда к 2030 году не менее чем на 20% по отношение к 2019 году; благоустройство не менее 30 000 общественных пространств; газификация к 2030 году не менее 1,6 млн домов, а к 2036 году — не менее 3 млн; обновление не менее 80% федеральных и не менее 60%   региональных и муниципальных дорог; строительство и реконструкция не менее 2 000 объектов водоснабжения.

## Реализация
По информации премьер-министра РФ Михаила Мишустина, на реализацию всех национальных проектов 2024-2030 годов будет выделено около 40 трлн рублей. За счет внебюджетных инвестиций запланировано привлечь порядка 13 трлн рублей. 
Самый дорогой по исполнению — нацпроект «Семья», в который входят пять федпроектов проектов: «Многодетная семья», «Охрана материнства и детства», «Поддержка семьи»,«Старшее поколение», «Семейные ценности и инфраструктура культуры». На реализацию данного национального проекта планируется выделять из бюджета от 2,83 трлн до 3,19 трлн рублей ежегодно. Общая сумма выделенных средств составит  — 17,89 трлн рублей. Ключевые показатели нацпроекта «Семья»: увеличение суммарного коэффициента рождаемости с 1,4 до 1,593; снижение уровня бедности среди многодетных семей до 12%; предоставление «Семейной ипотеки» свыше 1,5 млн семей с детьми; предоставление соцпомощи на основе социального контракта 220 тыс семей; реализация программ по повышению рождаемости в 41 регионе РФ и др..
На реализацию нацпроекта «Инфраструктура для жизни» планируется выделить 9,69 трлн и привлечь около 1,59 трлн рублей внебюджетных средств. В состав национального проекта входят 12 федпроектов: «Безопасность дорожного движения», «Ипотека», «Жилье», «Модернизация коммунальной инфраструктуры», «Развитие инфраструктуры в населенных пунктах», «Развитие общественного транспорта», «Формирование комфортной городской среды  и др.  Ключевые задачи — улучшение на треть качества среды для жизни в «опорных населенных пунктах»; обеспечение каждого россиянина жильем не менее 33 кв.м; модернизация сферы ЖКХ для 20 млн человек; снижение смертности от ДТП до 1,58 на 10 000 транспортных средств. 
Реализация нацпроекта «Молодежь и дети» потребует 3,53 трлн рублей государственных средств, а также 166 млрд — внебюджетных. В составе нацпроекта включено 9 федпроектов: «Все лучшее детям», «Мы вместе», «Россия в мире», «Россия – страна возможностей», «Университеты для поколения лидеров» и др. Основные задачи нацпроекта — довести долю молодых людей, принимающих участие в программах по профессиональному, личностному развитию и патриотическому воспитанию до 75,1%; увеличить количество иностранных студентов в российских вузах до полумиллиона человек и др.  
На реализацию национального проекта «Продолжительная и активная жизнь» планируется выделить  2,025 трлн руб. В состав нацпроекта входит 11 федпроектов: национальная платформа здоровье, «Оптимальная для восстановления здоровья медицинская реабилитация», «Совершенствование экстренной медицинской помощи» и другие. Ключевые показатели «Продолжительной и активной жизни» — достижение  доли граждан, ведущих здоровый образ жизни, в 13,6% увеличение ожидаемой продолжительности здоровой жизни до 68 лет и др..    
Реализация нацпроекта «Кадры», состоящего из четырех федпроектов, —  «Активные меры содействия занятости», «Образование для рынка труда», «Управление рынком труда»  и «Человек труда —потребует 113 млрд рублей. 
На финансирование реализации нацпроекта «Эффективная транспортная система» заложена наибольшая внебюджетная составляющая — 6,83 трлн рублей, при государственном участии в 1 трлн рублей. Основные задачи национального проекта — строительство ВСМ между Москвой и Санкт-Петербургом, модернизация 75 аэродромных комплексов, строительство судов, в том числе и для СМП.    
На нацпроект «Промышленное обеспечение транспортной мобильности», включающий в себя четыре федппроекта, — «Производство самолетов и вертолетов», «Производство судов и судового оборудования», «Производство инновационного транспорта», «Разработка технологий и кадровое обеспечение», — планируется выделить 1,48 трлн рублей при 390 млрд рублей внебюджетного финансирования. Среди ключевых задач национального проекта: достижение технологического суверенитета в 50% в авиастроении, 81% —  в высокоскоростном железнодорожном подвижном составе, 45% — в судостроительной отрасли. 
Реализация нацпроекта «Средства производства и автоматизации» потребует около 490 млрд рублей государственного финансирования. Одна из его основных задач — 25-е место РФ в мире по плотности роботизации. 
На реализацию нацпроекта  «Новые атомные и энергетические технологии из бюджета планируется выделить 277 млрд рублей, при внебюджетных вливаниях в 973 млрд рублей. Среди задач национального проекта: достижение уровня технологической независимости в атомной отрасли в 67%, в ТЭКе – 90%; присутствие на рынке атомных и смежных технологий в 75 странах; рост доли отечественного оборудования в ТЭК — 90%.  
Государственное финансирование нацпроекта «Беспилотные авиационные системы» составит  250 млрд рублей из внебюджетных источников планируется привлечь  39,9 млрд рублей. Одна из задач национального проекта — рост доли отечественных беспилотных систем на российском рынке до 70,3%. 
По информации вице-премьера РФ Татьяны Голиковой, в рамках национального проекта «Семья» с января по июнь 2025 года средства материнского капитала освоили около 992 тыс семей. Единое пособие получили 6,2 млн человек. Также в рамках нацпроекта было проведено около 42 тыс полных циклов ЭКО. В программы активного долголетия вовлечены более 13,2 млн граждан старшего поколения, а в систему долговременного ухода включены  174 тыс инвалидов и лиц пожилого возраста. 

## Критика
29 февраля 2024 года экономист Владислав Иноземцев в интервью BBC заявил, что предложенная президентом РФ программа развития России будет выполнена только частично из-за существующих проблем в экономике и промышленности.